# Steven Woolfe

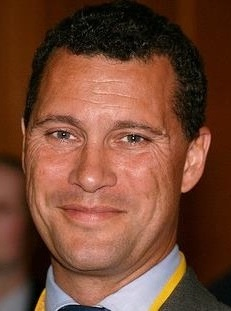
Steven Woolfe.

Steven Marcus Woolfe, född 6 oktober 1967 i Manchester, är en brittisk politiker för partiet UKIP. Han har suttit i Europaparlamentet för North West England sedan valet 2014. Han ansågs vara favoriten till att ta över som partiledare för UKIP efter att Nigel Farage hade sagt upp sig. Han missade dock deadlinen för att lämna in sig nomineringsansökan och fick därmed inte delta i valet.